# Зависимые территории Фолклендских островов
Зави́симые террито́рии Фолкле́ндских острово́в (англ. Falkland Islands Dependencies, FIDs) — существовавшая в 1843—1985 годах коронная колония Британской империи. Она объединяла несколько групп субантарктических островов Южной Атлантики и сопредельные территории Антарктиды:
- остров Южная Георгия (включая отдельно расположенные скалы Шаг, Блэк[англ.] и Клерк[англ.]),
- Южные Сандвичевы острова,
- Южные Оркнейские острова,
- Южные Шетландские острова,
- континентальный сектор Антарктиды в промежутке от 20° до 80° з. д., состоявший из бо́льшей части Антарктического полуострова (именовавшегося Землёй Грейама), побережья моря Уэдделла до Земли Котса включительно, а также соответствующих внутренних областей континента до Южного полюса.

После выделения в 1962 году Британской антарктической территории в составе колонии оставались лишь острова, находящиеся севернее 60° ю. ш. В 1985 году Зависимые территории Фолклендских островов были преобразованы в заморскую территорию Великобритании Южная Георгия и Южные Сандвичевы Острова.

## Основание
Возможно, первооткрывателем субантарктических островов территории следовало бы считать флорентийца Америго Веспуччи (1502 год), однако первым задокументированным оказалось двухнедельное пребывание возле острова Южная Георгия лондонского торговца Антони де ла Роше в апреле 1675 года. Вторично этот остров увидели в 1756 году с проходящего испанского судна «Леон» и дали ему имя «Сан-Педро». Эти первые визиты не привели к каким-либо территориальным притязаниям.
Первым высадившимся на берег стал британец Джеймс Кук, он обследовал и картографировал территорию, дав острову название «Георгия» в честь короля Георга III, также открыв скалы Клерк и архипелаг Южных Сандвичевых островов. Исполняя инструкцию Адмиралтейства, 17 января 1775 года Кук объявил эти земли владением британской короны.

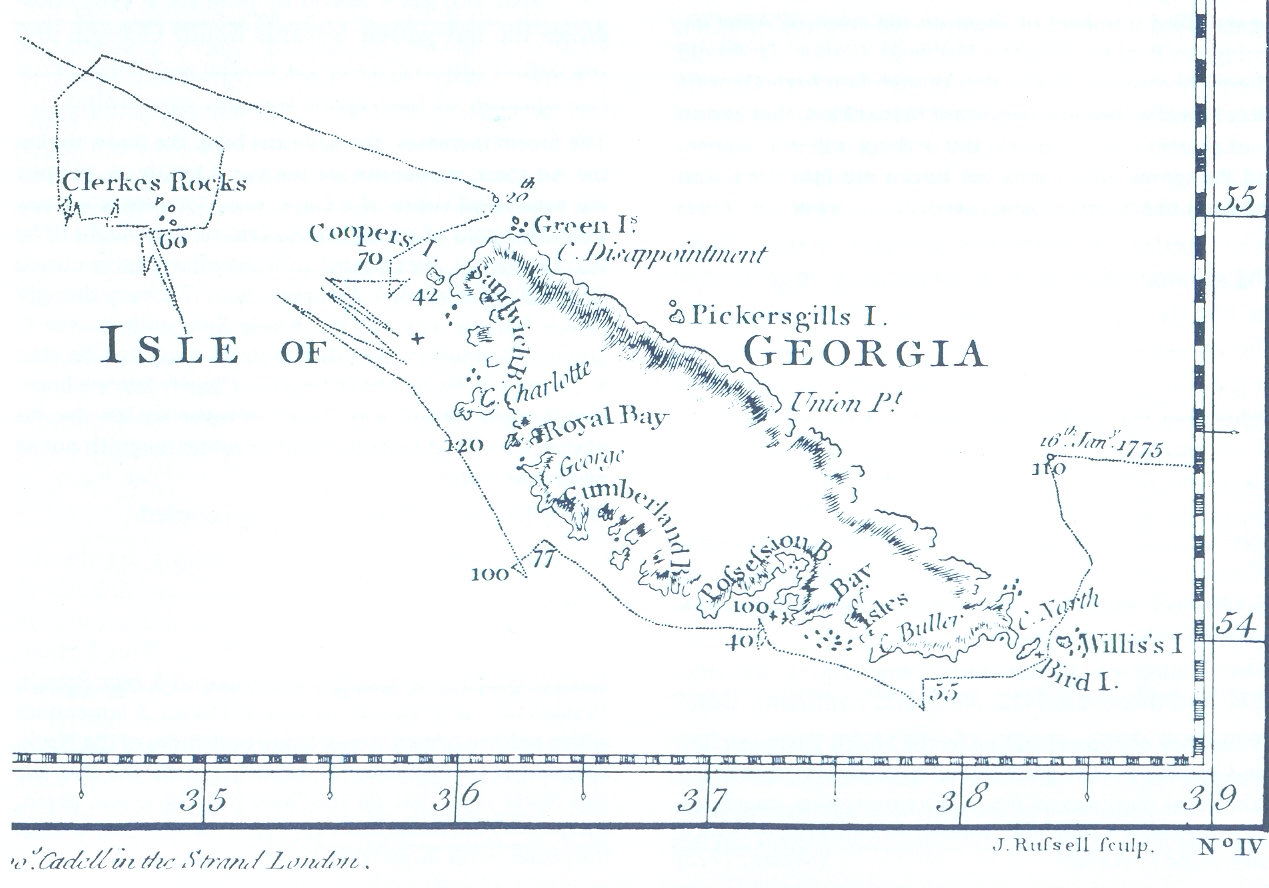
Карта Южной Георгии (Джеймс Кук, 1777)

## Расширение
История расширения и развития колонии неразрывно связана с добычей тюленей и китобойным промыслом на протяжении XVIII—XX веков. Острова активно использовались как сезонная база охотниками, преимущественно скандинавами и британцами. На острове Южная Георгия сохранилось более 200 могил, самые старые из которых датируются 1820 годом.
В 1843 году статус британской колонии был официально узаконен Патентным письмом, дополнявшимся в 1876, 1892, 1908, 1917 и 1962 годах. Из практических соображений территория административно управлялась губернатором и Законодательным советом расположенных в 1,39 тыс. км к западу Фолклендских островов, однако в политическом и экономическом смысле обладала отдельным статусом.
Колония была включена в Ежегодник министерства по делам колоний с 1887 года. Охота и сохранение поголовья тюленей регулировались здесь административными актами 1881 и 1899 годов. С 1908 года в состав колонии были официально добавлены Южные Сандвичевы, Южные Оркнейские, Южные Шетландские острова и Антарктический полуостров (Земля Грейама), то есть земли, находящиеся к югу от 50-й параллели между 20° и 80° з. д.

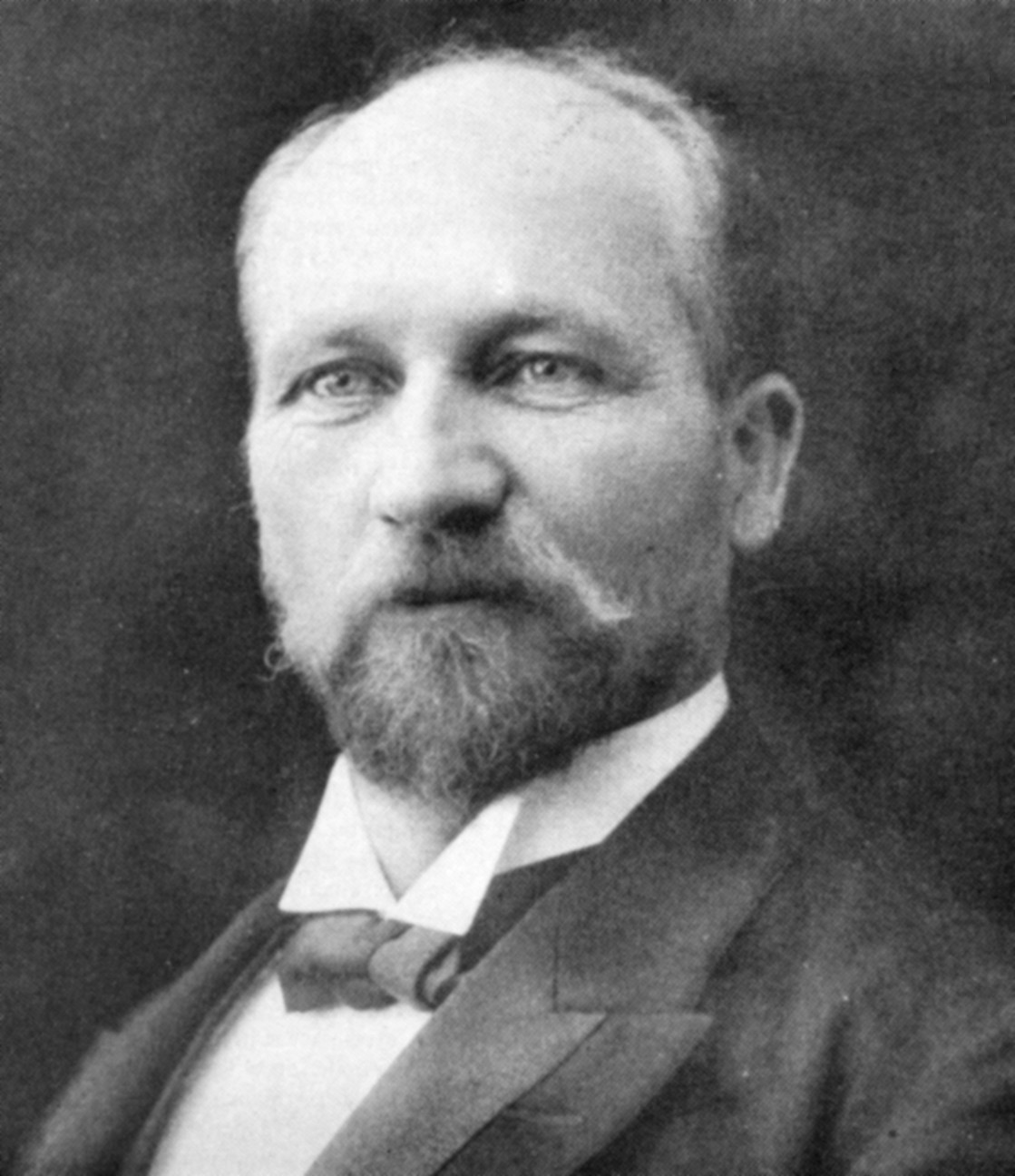
Карл Антон Ларсен

Столица колонии Грютвикен была основана на Южной Георгии менеджером Аргентинской рыболовецкой компании норвежцем Карлом Антоном Ларсеном. Поселение было построено в ноябре-декабре 1904 года 60 рабочими и получило имя по названию залива Грютвикен («Котельный залив») из-за множества предметов, оставленных промысловиками, в том числе котлов для топки тюленьего жира. В ноябре 1909 года в Грютвикене разместилась учреждённая Патентным письмом 1908 года постоянная местная администрация.
Единственная территория колонии с постоянным населением — сам остров Южная Георгия. В XIX—XX веках здесь проживало около 1 тыс. человек летом (в некоторые годы более 2 тыс.) и примерно 200 зимой. Первая перепись населения была проведена 31 декабря 1909 года. Тогда было зарегистрировано 720 постоянных жителей, включая трёх женщин и одного ребёнка. Из-за прекращения в 1960-х годах промысла морских животных население в дальнейшем сократилось до 20—30 человек. Остальные территории колонии необитаемы, за исключением меняющегося вахтовым методом персонала научно-исследовательских станций.

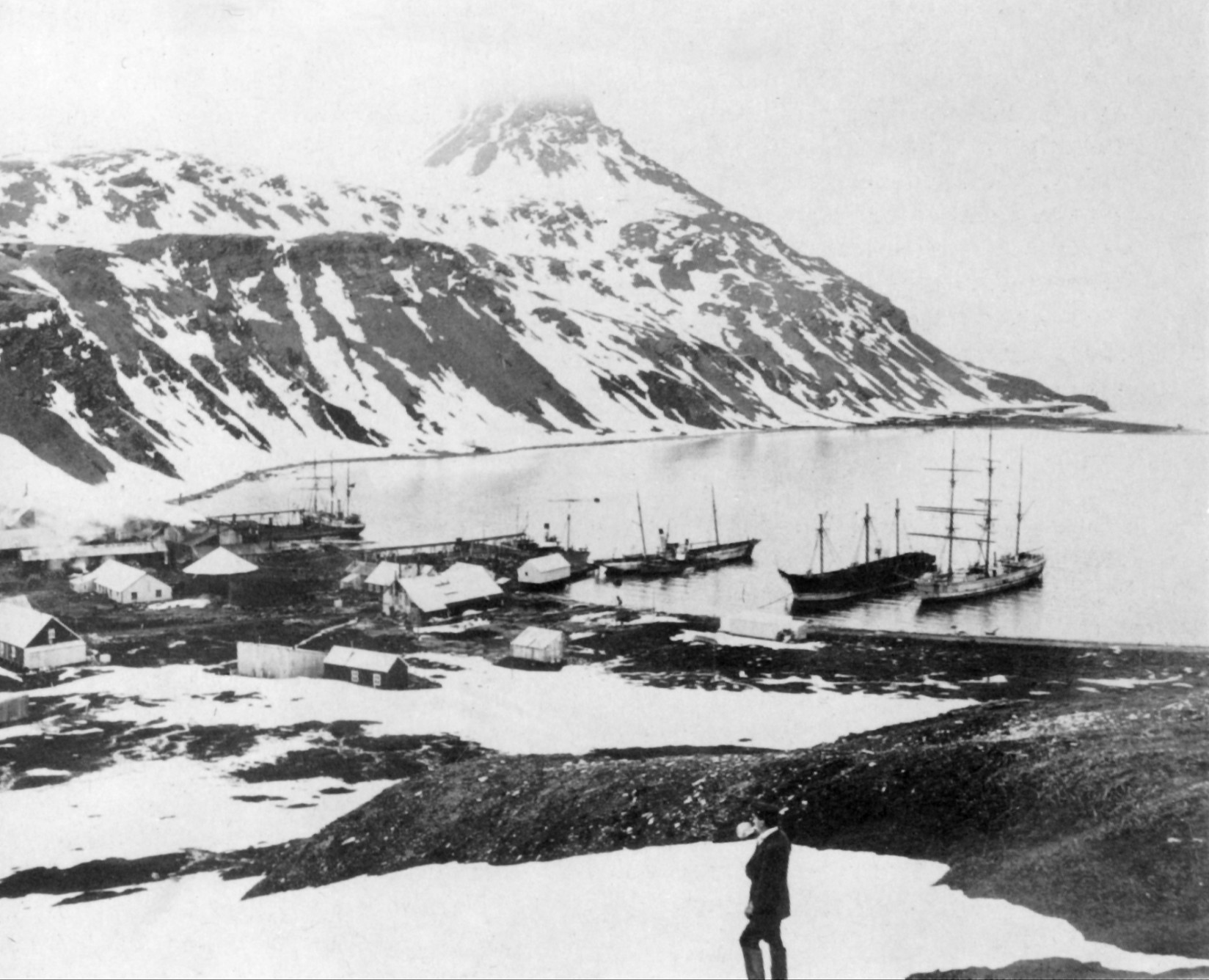
Грютвикен в 1914 году

С 1917 года в Патентном письме при обозначении границ этого британского владения стал применяться секторальный принцип. Оно было тогда описано как

«…все острова и территории, находящиеся между 20 градусом з. д. и 50 градусом з. д. южнее 50-й параллели ю. ш., а также все острова и территории между 50 градусом з. д. и 80 градусом з. д., которые расположены южнее 58-й параллели ю. ш.»

Таким образом колония была расширена до Земли Александра I, Земли Котса и Южного полюса, но огибала оконечность Южной Америки — Огненную Землю.
С 1927 года Аргентина официально претендует на Южную Георгию, а с 1938 года и на другие острова Южной Атлантики и на антарктический сектор между 25° and 74° з. д.. В обозначенном промежутке находятся Фолклендские острова и большая часть Зависимых территорий Фолклендских островов.

## Раздел
После присоединения Великобритании к Договору об Антарктике, заключённому в 1959 и вступившему в силу в 1961 году, её претензии на все находящиеся южнее 60° ю. ш. территории оказались бессрочно заморожены. Это вызвало практическую необходимость политического и административного разделения колонии надвое.

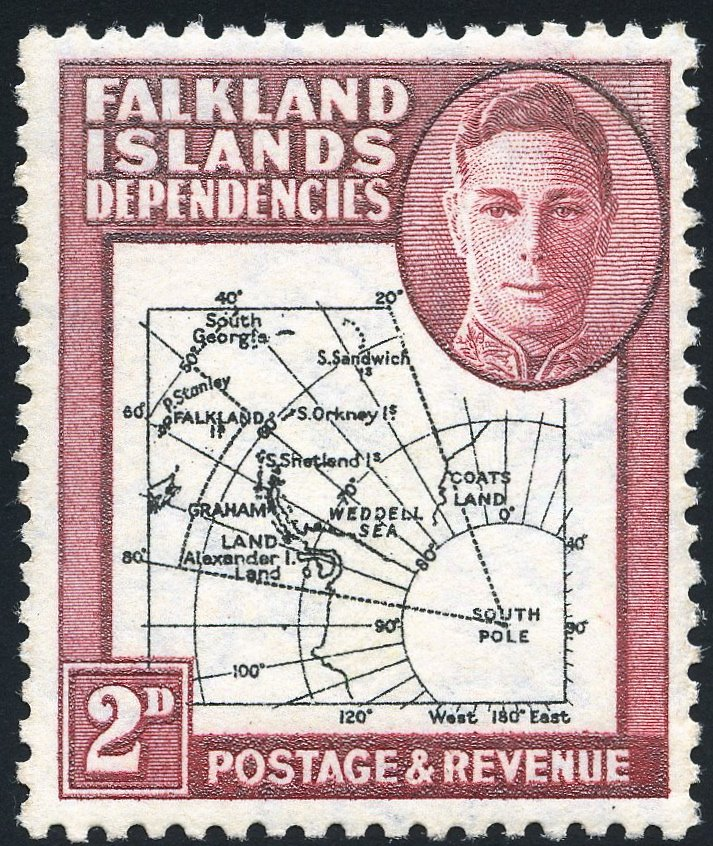
Почтовая марка первого выпуска Зависимых территорий Фолклендских островов, 1946(Sc #1L3)

В марте 1962 года постановлением Тайного совета на подпадавших под действие этого международного договора землях была создана отдельная колония — Британская антарктическая территория. При этом земли севернее 60-й параллели (то есть Южная Георгия с близлежащими скалами и Южные Сандвичевы острова) остались в прежнем статусе Зависимых территорий Фолклендских островов.
В 1973 году Великобритания подписала Римский договор и стала частью Европейских сообществ (ЕС). Среди прочего, Зависимые территории Фолклендских островов и Британская антарктическая территория получили статус Особых территорий государств-членов ЕС.
С ноября 1976 года на острове Туле, одном из Южных Сандвичевых островов, была скрытно оборудована аргентинская военно-морская база «Корбетта-Уругвай». С 3 по 25 апреля 1982 года во время Фолклендского конфликта вооружённые силы Аргентины оккупировали часть Южной Георгии, включая Грютвикен, после чего капитулировали. Тогда же британцами был репатриирован в Аргентину и персонал базы о. Туле. До 2001 года на Южной Георгии находился британский военный гарнизон.
В октябре 1985 года Зависимые территории Фолклендских островов были преобразованы в заморскую территорию Великобритании Южная Георгия и Южные Сандвичевы Острова.

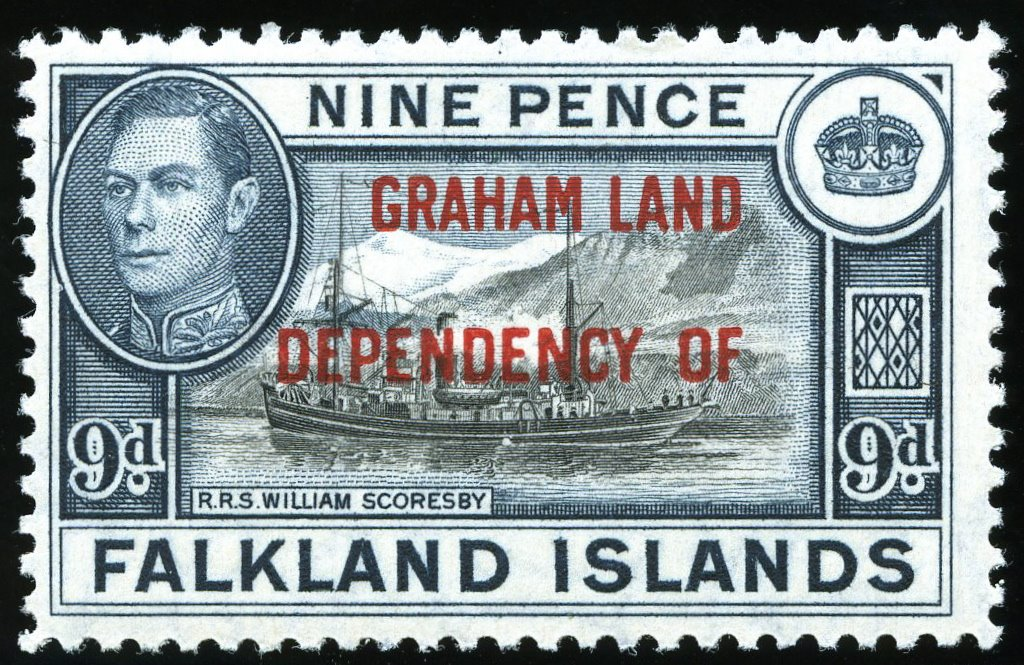
Почтовая марка Фолклендских островов, надпечатанная для использования на Земле Грейама (1944)

## Почтовые марки
Важным источником дохода колонии и одним из свидетельств утверждения британского суверенитета являлся выпуск особых почтовых марок. Впервые это произошло в 1944 году, когда была эмитирована серия стандартных марок Фолклендов с красными надпечатками, причём для каждой из территорий по отдельности — для Земли Грейама, о́строва Южная Георгия, Южных Оркнейских и Южных Шетландских островов. С 1946 года почтовые выпуски Falkland Islands Dependencies стали общими, причём до 1954 года там параллельно использовались и марки самих Фолклендов высоких номиналов (от 1 шиллинга).
С 1963 года собственные марки выпускаются для Британской антарктической территории (БАТ). С июля того же года особые почтовые марки эмитируются и для Южной Георгии; с 1986 года  (Sc #101) последние содержат полное название территории — South Georgia and (the) South Sandwich Is(lands). В 1960-е годы выпуски почтовых марок носили спорадический характер, а с 1970-х годов стали регулярными.
В настоящее время продолжают функционировать четыре британских почтовых отделения: на Южной Георгии, антарктических станциях Ротера (Земля Грейама), Сигни (Южные Оркнейские острова) и Халли (Земля Котса). Реальная почтовая активность на территориях, впрочем, исчерпывается потребностями немногочисленного персонала сезонных и постоянных полярных станций, экспедиций, экипажей морских судов и туристов. Поэтому практически все тиражи местных знаков почтовой оплаты имеют коммерческие цели и продаются филателистам: антарктическая филателия является одной из самых популярных тем коллекционирования.